# Xàtiva
Xàtiva, en valencien et officiellement,, (en espagnol : Játiva), est une commune d'Espagne de la province de Valence dans la Communauté valencienne. Elle est le chef-lieu de la comarque de la Costera. Elle est située dans la zone à prédominance linguistique valencienne.
L'illustre famille des Borgia et le célèbre peintre José de Ribera sont originaires de cette ville.

## Géographie

Localisation de Xàtiva
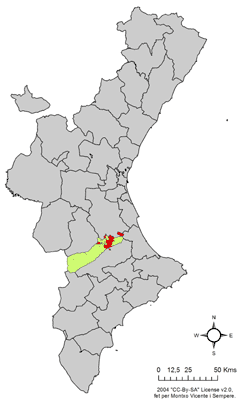
dans la Communauté valencienne.
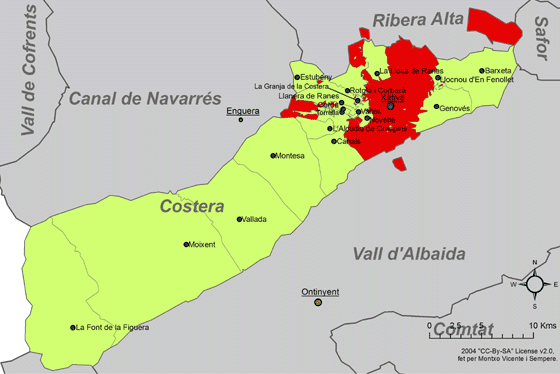
dans la comarque de la Costera.

### Climatologie
Le climat de Xàtiva est méditerranéen ; par sa situation relativement éloignée de la côte et dans des vallées, les étés sont plus chauds que dans d'autres zones de la Communauté valencienne ; elle enregistre fréquemment les maxima de température de la province en été.

### Localités limitrophes

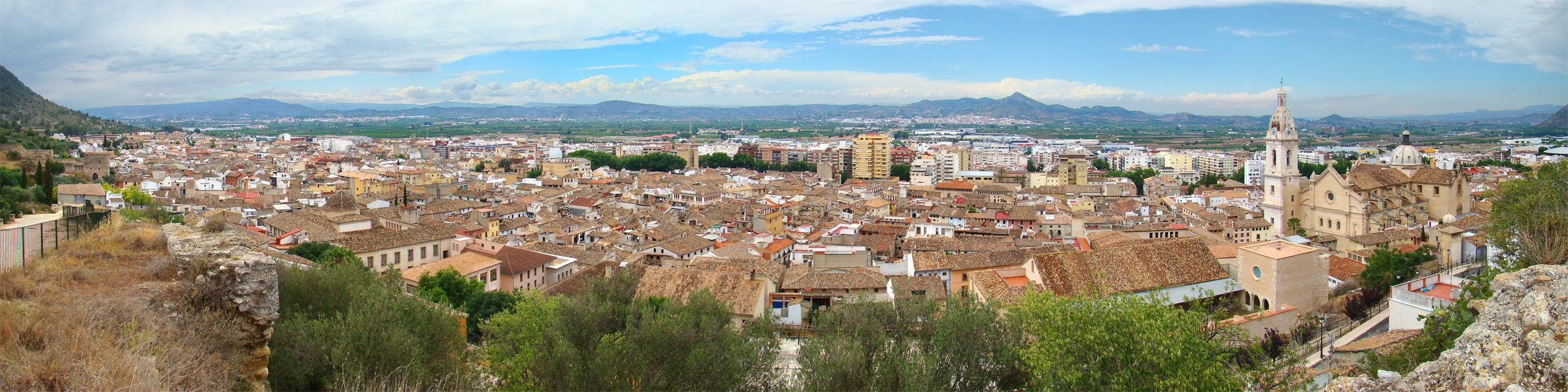
Vue panoramique de Xàtiva

Le territoire municipal de Xàtiva est voisin de celui des communes suivantes :
Alcàntera de Xúquer, L'Alcúdia de Crespins, Anna, Barxeta, Bellús, Beneixida, Benigànim, Canals, Carcaixent, Càrcer, Cerdà, Enguera, L'Ènova, Estubeny, Genovés, La Granja de la Costera, Guadasséquies, Llanera de Ranes, La Llosa de Ranes, Llocnou d'en Fenollet, Manuel, Montesa, Novetlè, L'Olleria, Rafelguaraf, Rotglà i Corberà, Sellent, Simat de la Valldigna, Torrella, Vallés et Villanueva de Castellón, toutes dans la province de Valence.

## Histoire

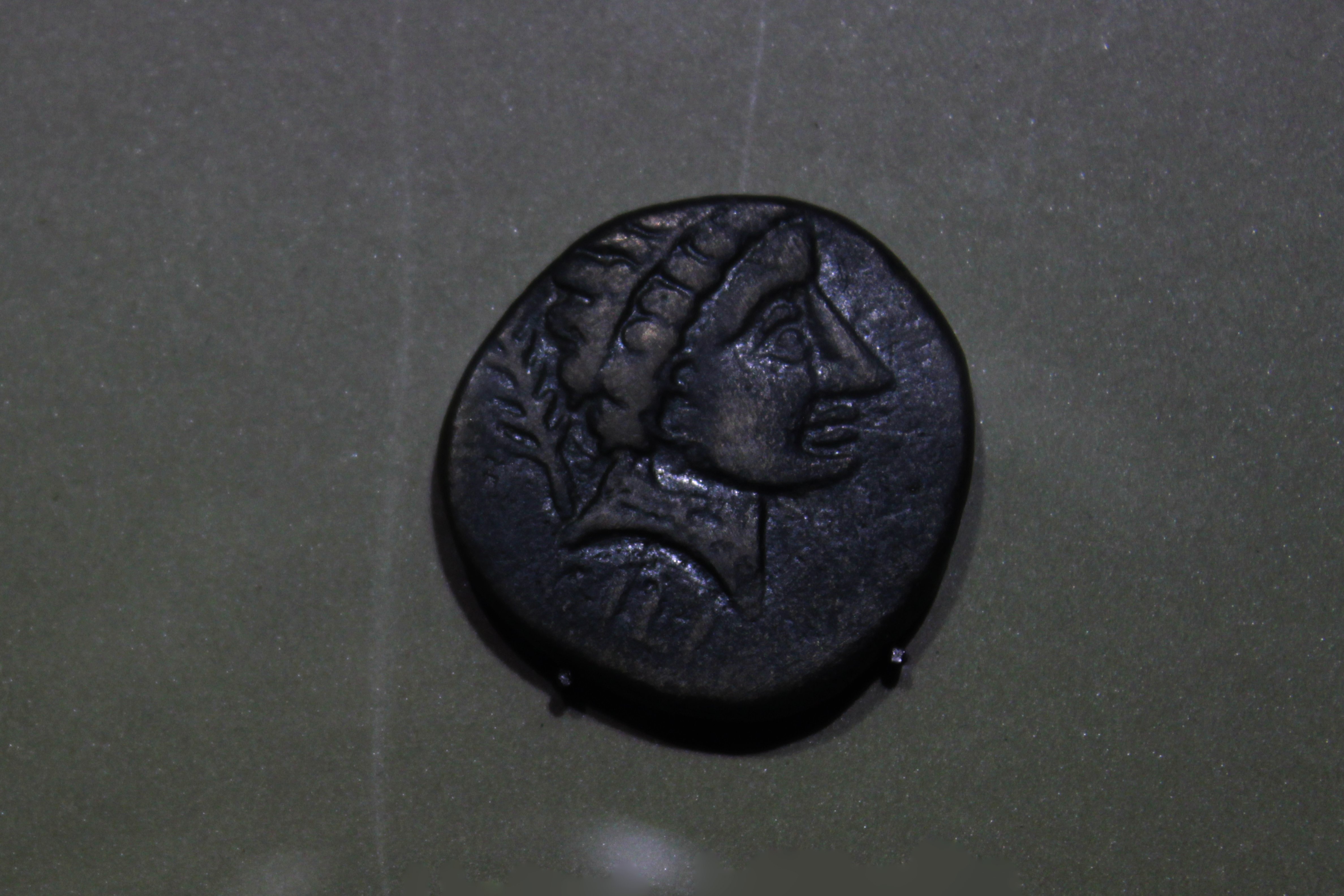
Monnaie Saetabi du

### Préhistoire et Antiquité
Les traces de peuplement dans la zone de Xàtiva sont parmi les plus anciennes de toute la côte méditerranéenne, comme en témoignent les découvertes de la Cova Negra, remontant au Paléolithique moyen. La ville remonte à la culture ibère, dont elle garde trace dans son toponyme qui était  (à l'origine Saiti, avec les variantes Ibi ou Tibi). Le peuplement s'étant étalé sur plus de 2 300 ans dans une même zone géographique, les matériaux ont été réutilisés à maintes reprises, ce qui explique la rareté des vestiges ibériques et la difficulté à en trouver de nouveaux. Cependant, la colonie d'origine a été identifiée à l'endroit où se trouve actuellement le Castell Minor (« petit château »).
La romanisation commence au IIe siècle, au cours de laquelle Saitabi prospère et frappe sa propre monnaie, figurant une étoile à trois branches. Xàtiva est élevée au rang de municipe romain sous le nom de Saetabis Augusta, en l'honneur de l'empereur Auguste. Tout au long de l'époque romaine, Xàtiva est un important nœud de communication, étant située au pied de la Via Augusta. La ville est réputée pour sa production de lin et la conception de textiles, mentionnées par Catulle dans son poème 12. Les vestiges de la cité remontant à l'Empire romain sont cependant à peine visibles, car ses pierres ont été réutilisées pour construire des bâtiments dans le centre actuel, et le site a fait l'objet d'une intense occupation agricole. On conserve cependant plus d'une douzaine de citernes de cette époque. Durant le Bas-Empire romain, Saetabis devint un siège épiscopal et ses évêques assistèrent aux conciles de Tolède, à l'époque wisigothique (VIe et VIIe siècles). En Hispanie wisigothique, Xàtiva est le siège épiscopal de l'Église catholique, suffragant de l'archidiocèse de Tolède incluant l'ancienne province romaine de Cartaginense dans le diocèse d'Hispanie[réf. nécessaire].

### Moyen-âge
Après la conquête musulmane en 711, la ville est appelée مَدينَة شاطِبَة ( madīna t Ŝāţiba t, généralement transcrit « Medina Xátiba »). Durant cette période, les châteaux sont fortifiés et la ville gagne en importance en tant que place forte. Le géographe al-Idrisi (XIIe siècle) loue la beauté et la solidité des châteaux de Xátiva. La ville appartient successivement aux taïfas de Tolède Cordoue, Almería, Dénia puis Murcie. En 1094, elle sert de refuge aux troupes almoravides vaincues par le Cid à la bataille de Quart (raison pour laquelle la ville est incluse sur l'itinéraire touristique du « Chemin du Cid »). Au début du XIIIe siècle, Xàtiva devient capitale d'un petit État musulman dépendant de Valence s'étendant du Júcar au nord jusqu'à Biar au sud. À l'époque musulmane, Xàtiva est connue par certains auteurs comme le berceau du papier en Europe ; il y arrive en 1056,.

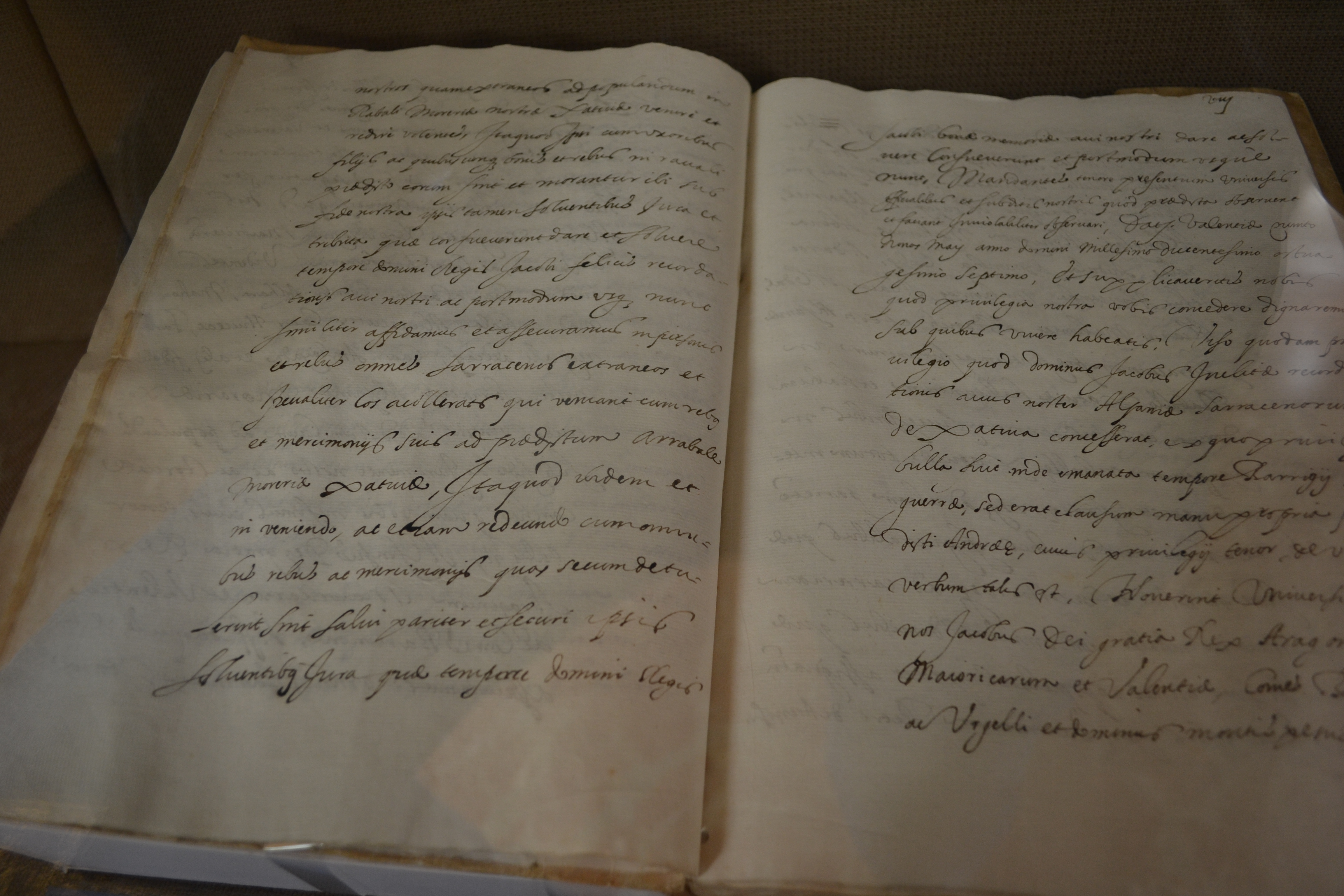
Charte de peuplement de Xàtiva (1252).

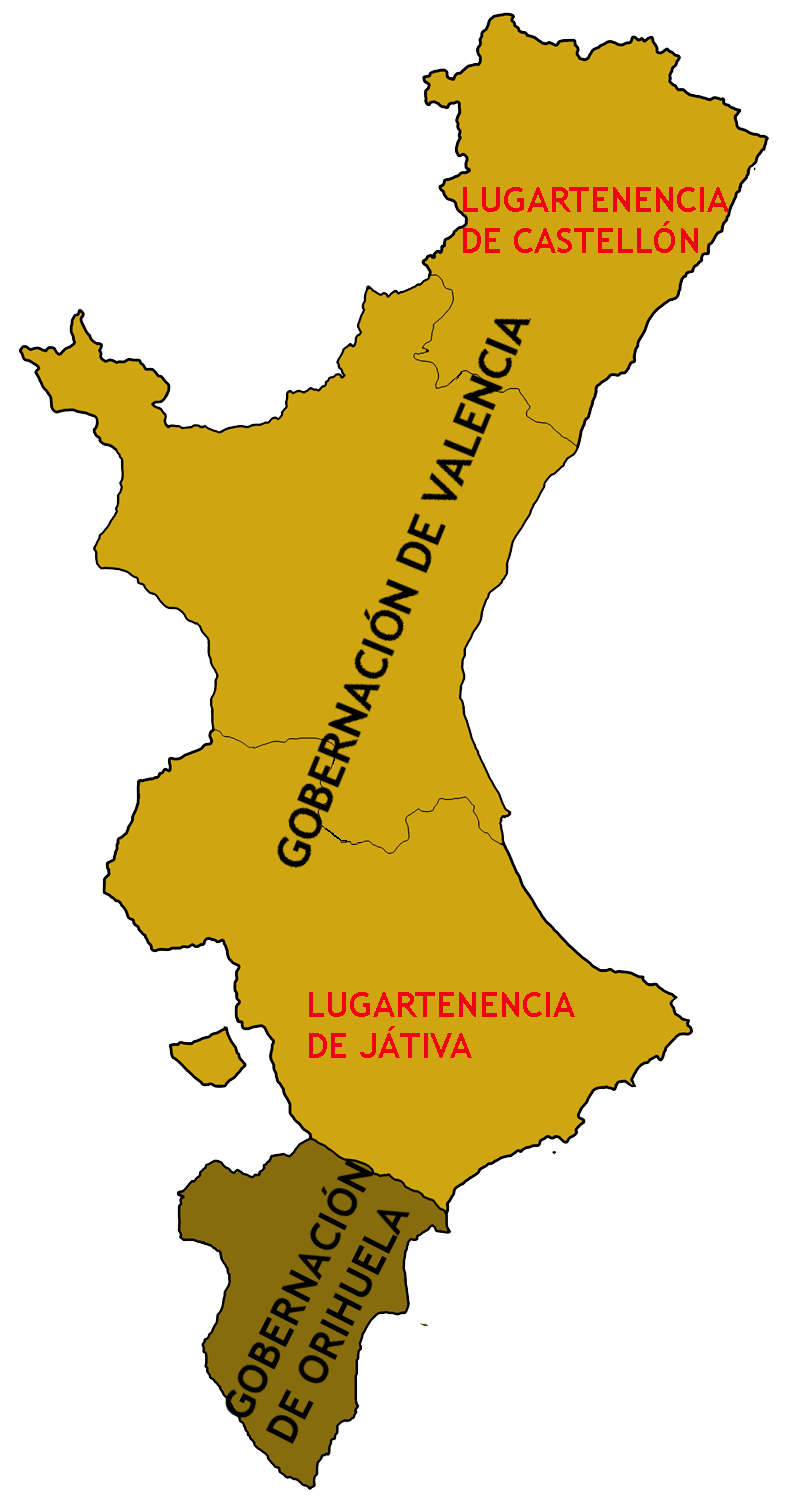
Division administrative du royaume de Valence entre les.

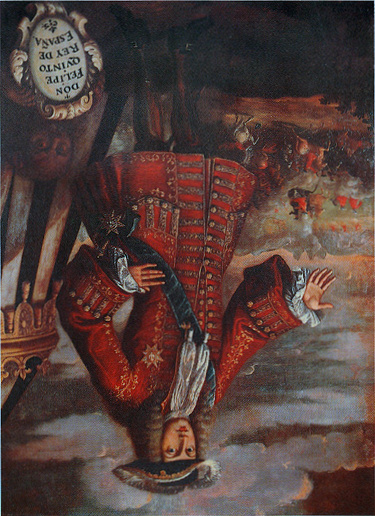
Portrait de Philippe V la tête en bas, au Museu de l'Almodí de Xàtiva, en signe de « vengeance » contre l'incendie de la cité en 1707.

Après avoir conquis Valence en 1238, Jacques Ier assiège Xàtiva en 1240, mais lève le siège après avoir conclu une trêve avec le gouverneur musulman de la ville. Cependant, des problèmes entre ce dernier et les Castillans poussent Jacques Ier à intervenir à nouveau militairement, et il conquiert la ville en 1244, peu après avoir signé le traité d'Almizra avec Alphonse X de Castille. Lorsqu'il la ville se rend, Jacques Ier respecte la mosquée, qui ne sera démolie qu'au XVIe siècle. Sous la domination catalano-aragonaise, la ville, portant désormais son nom actuel de Xàtiva, devint la deuxième ville la plus importante du royaume de Valence et, bien qu'elle ne récupère pas sa position de siège épiscopal, elle devient le siège d'une lieutenance homonyme. La population maure est expulsée de l'enceinte fortifiée et redistribuée entre les zones rurales et le faubourg de Sant Joan, tandis que les Juifs gardèrent leur quartier (call) à l'intérieur des murs, près de la porta de Santa Tecla. Le château et les remparts sont renforcés et agrandis entre 1287 et 1369, acquérant une forme très similaire à celle de l'actualité, tandis que l'approvisionnement en eau est amélioré avec la construction des aqueducs de Bellús et d'Aigua Santa. En 1347, le roi Pierre IV lui octroie le statut de «ciutat» (« cité »), en récompense pour sa fidélité lors de la guerre de l'Unió.

### Époque moderne

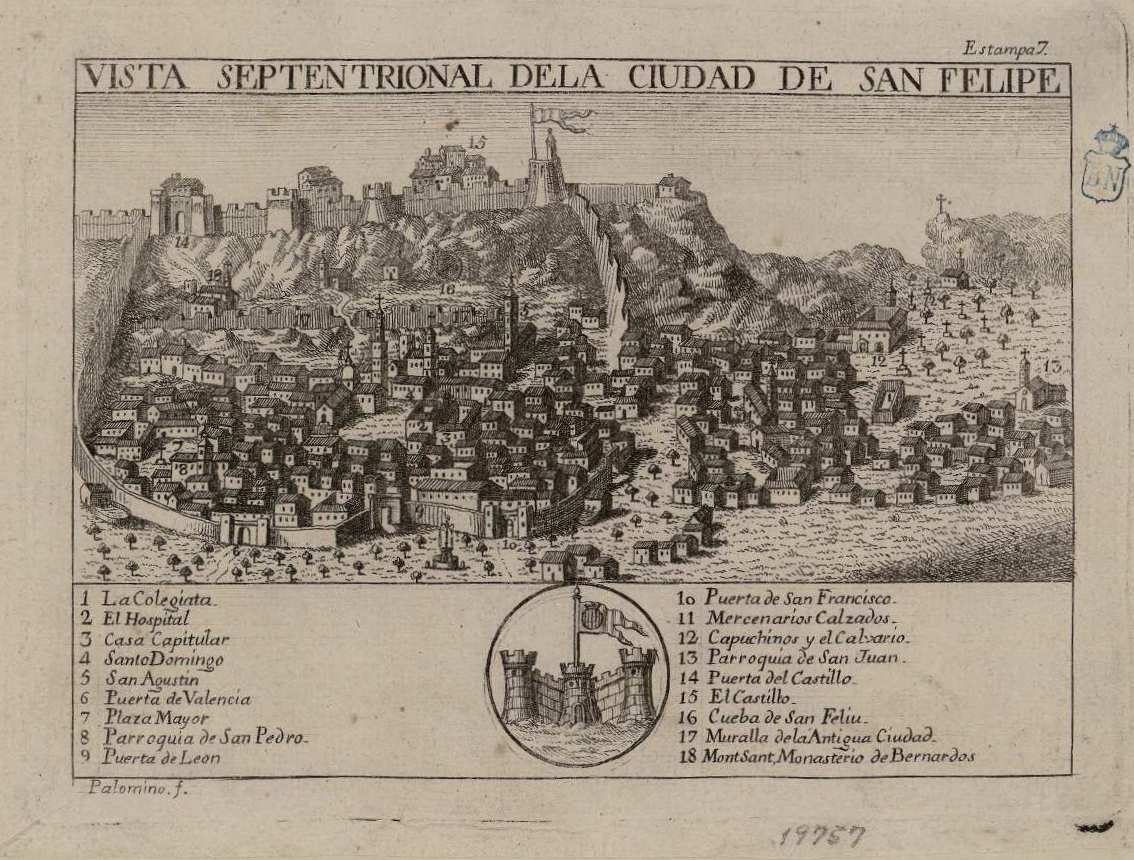
Eau-forte de Juan Fernando Palomino intitulée Vista septentrional de la ciudad de San Felipe (« Vue septentrionale de la ville de Saint Philippe), Bibliothèque nationale d'Espagne.

À la fin du XVe siècle, la ville compte environ 8 000 habitants et est proche de son apogée. Sa fonction administrative s'étend en premier lieu sur un vaste territoire municipal, qui correspond aujourd'hui à 37 municipalités, et à un deuxième niveau sur un gouvernorat couvrant depuis le Júcar jusqu'à l'enclave de Caudete, Biar, Castalla, Xixona et La Vila Joyosa, avec une superficie de 4 750 km². Outre ses fonctions administratives, elle avait d'autres fonctions militaires (son château étant le plus fort du royaume de Valence), économiques et commerciales. Cependant, l'expulsion des Morisques au début du XVIIe siècle entraîne la perte de près de la moitié des habitants du gouvernorat, laissant plus de 100 de ses noyaux de population abandonnés. Cette crise démographique est suivie d’une autre économique, toutes deux aggravées par les épidémies de peste survenues au milieu du XVIIe siècle, diminuant encore la population, jusque dans la ville elle-même.
Pendant la guerre de Succession d'Espagne, Xàtiva, comme la plus grande partie du royaume de Valence et de la couronne d'Aragon, se range du côté de l'archiduc Charles et subit de durs sièges de la part des troupes bourboniennes commandées par Asfeld. Elle subit d'importantes destructions, une grande partie de la ville est pillée et une grande partie de sa population massacrée, les restant étant exilés. La légende locale dit que la ville fut brûlée pendant une année entière, d'où le surnom de socarrats, (« grillés »), qui est populairement donné aux habitants de Xàtiva, en référence à ce tragique épisode de son histoire. Il y eut un projet de démolition d'une grande partie du centre urbain et de construction de nouvelles rues, mais le réaménagement ne fut finalement pas réalisé en raison de problèmes techniques et de propriété. La ville fut punie par le vainqueur de la guerre, le nouveau roi Philippe V : l'ancien gouvernorat fut démembré, les fonctions civiles de la ville réduites et son statut historique de « cité » rejetés, comme le reflète le changement de son nom de la ville en Colonia Nueva de San Phelipe ou simplement San Felipe,.
Dans les faits, Philippe tenta d'effacer toute trace de l'ancienne cité pour créer un châtiment exemplaire pour les autres localités qui s'étaient opposées à lui.
Les habitants de Xàtiva conservent une rancœur toujours vive contre ce monarque, et il fait traditionnellement l'objet de diverses manifestations satiriques à l'occasion de la traditonelle féria du mois d'août (Fira d'Agost).

### Époque contemporaine
Tout au long du XVIIIe siècle la ville se rétablit. En 1787, Xàtiva compte déjà 12 655 habitants, ce qui favorise de plus de nouveaux travaux et des réformes urbaines. Cependant, les tremblements de terre de 1748 provoquèrent d'importants dégâts, au point que l'église de Santa Tecla s'effondre complètement et que le château fut pratiquement abandonné. L’économie commence à se détériorer dès la fin du siècle, car Xàtiva est écartée de la nouvelle route royale de Madrid à Valence (qui passe à environ 4 km) dont la construction commence en 1776. En 1811, les Cortes de Cadix rétablissent le nom de Xátiva,, (en espagnol) grâce, entre autres, à la persévérance de Joaquín Lorenzo Villanueva.
Sur le plan économique, la ville subit un revers majeur lorsque son industrie textile de lin et de soie disparaît presque complètement entre 1810 et 1830, laissant environ 1 300 personnes sans emploi. En 1822 elle fut la capitale d'une province propre grâce à la persévérance et au travail de Joaquín Lorenzo Villanueva, qui aida également la ville à récupérer son nom original (officiellement dans sa version castillane) le 28 septembre 1820. Cependant, cette tentative du triennat libéral n'est pas suivie dans la division finale provinciale de 1833, dans laquelle Xàtiva réintègre la province de Valence,.
La ville retrouve une grande partie de son importance en tant que plaque tournante des communications en 1858, lorsque la ligne entre Valence et La Encina (écart de Villena) est ouverte (continuant vers Madrid)[réf. nécessaire]. Le 20 décembre 1854, la nouvelle gare ferroviaire est inaugurée.[réf. nécessaire]. Cependant la ville connaît encore une période de stagnation démographique, défavorisée par les désamortissements, ayant vidé de nombreux couvents, et l'abolition des seigneuries qui provoque l'exode d'une cinquantaine de familles nobles. La population continue de diminuer jusqu’en 1910, où la tendance s'inverse en raison de l’immigration. Une nouvelle période de stagnation s'ouvre entre les années 1940 et 1960, décennie au cours de laquelle la population commence à augmenter lentement mais régulièrement, principalement en raison de l'exode rural et de la spécialisation de Xàtiva comme ville de services.
Pendant la guerre civile espagnole, la ville reste fidèle à la Seconde République jusqu'à la fin du conflit, et abrite quelques industries de guerre. Le 12 février 1939 , elle subit un raid des bombardiers italiens de l'Aviazione Legionaria, qui attaquent principalement la gare et ses environs. Le bombardement fait 129 morts et plus de 200 blessés, dont de nombreuses femmes et enfants qui se pressaient sur les quais de la gare pour accueillir un convoi militaire qui venait de faire son entrée.

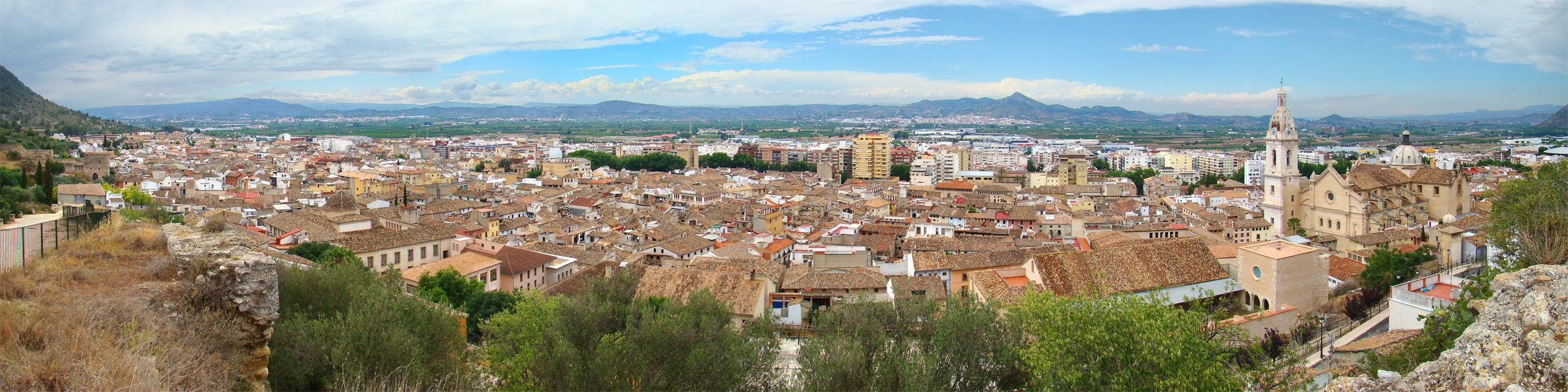
Vue panoramique de Xàtiva.

## Monuments

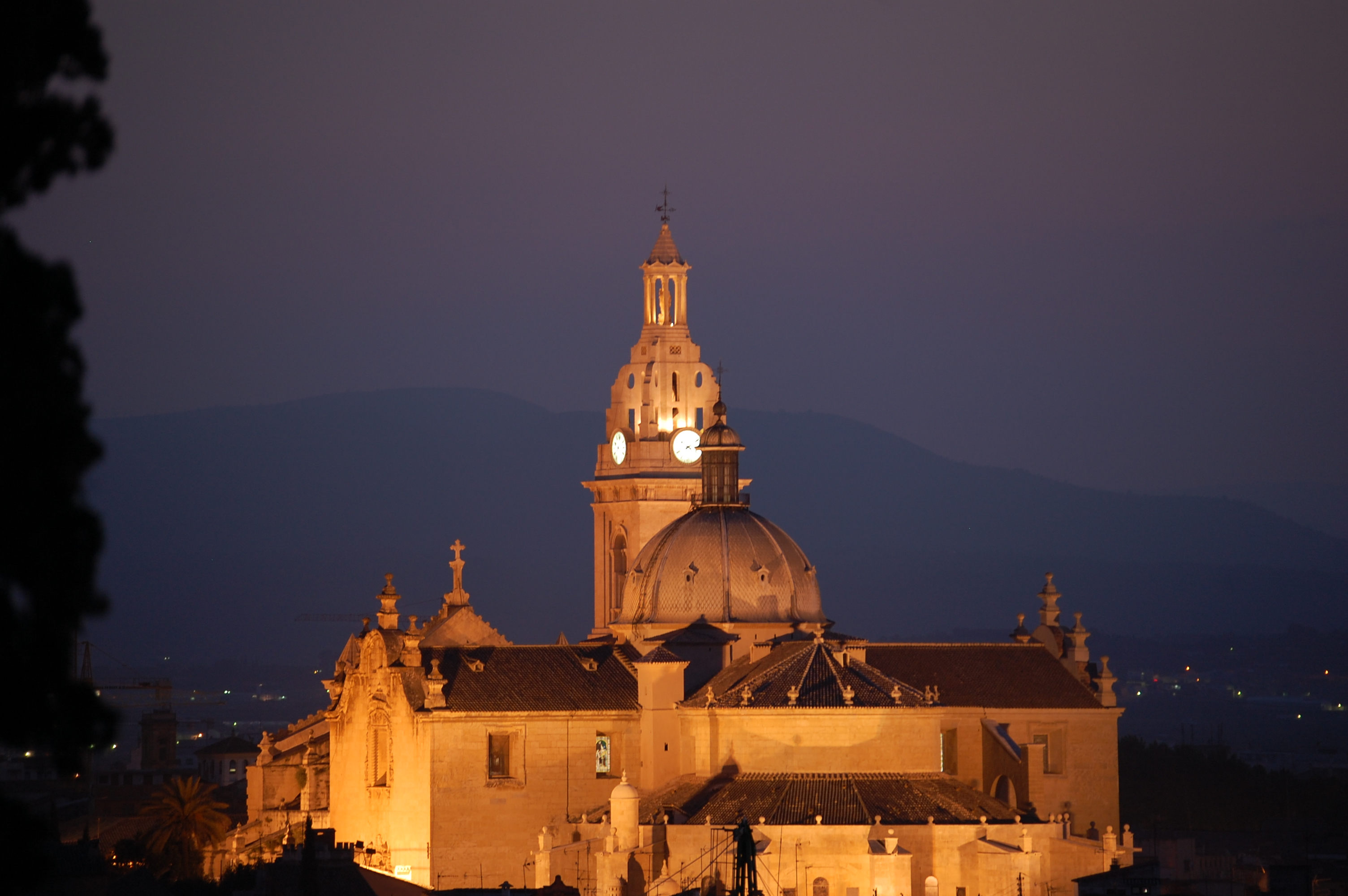
Vue nocturne de la cathédrale.

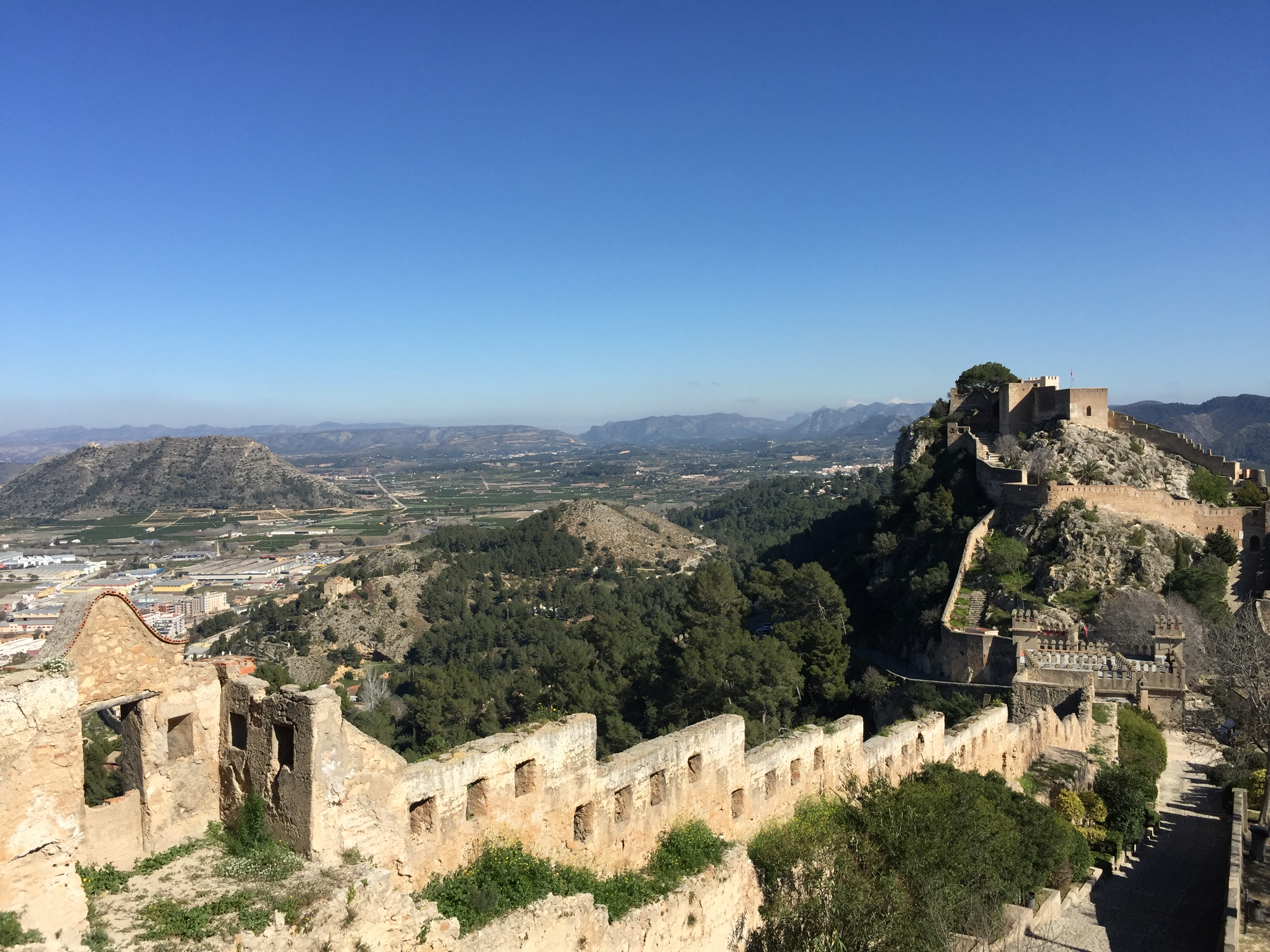
Vue depuis le château de Xàtiva

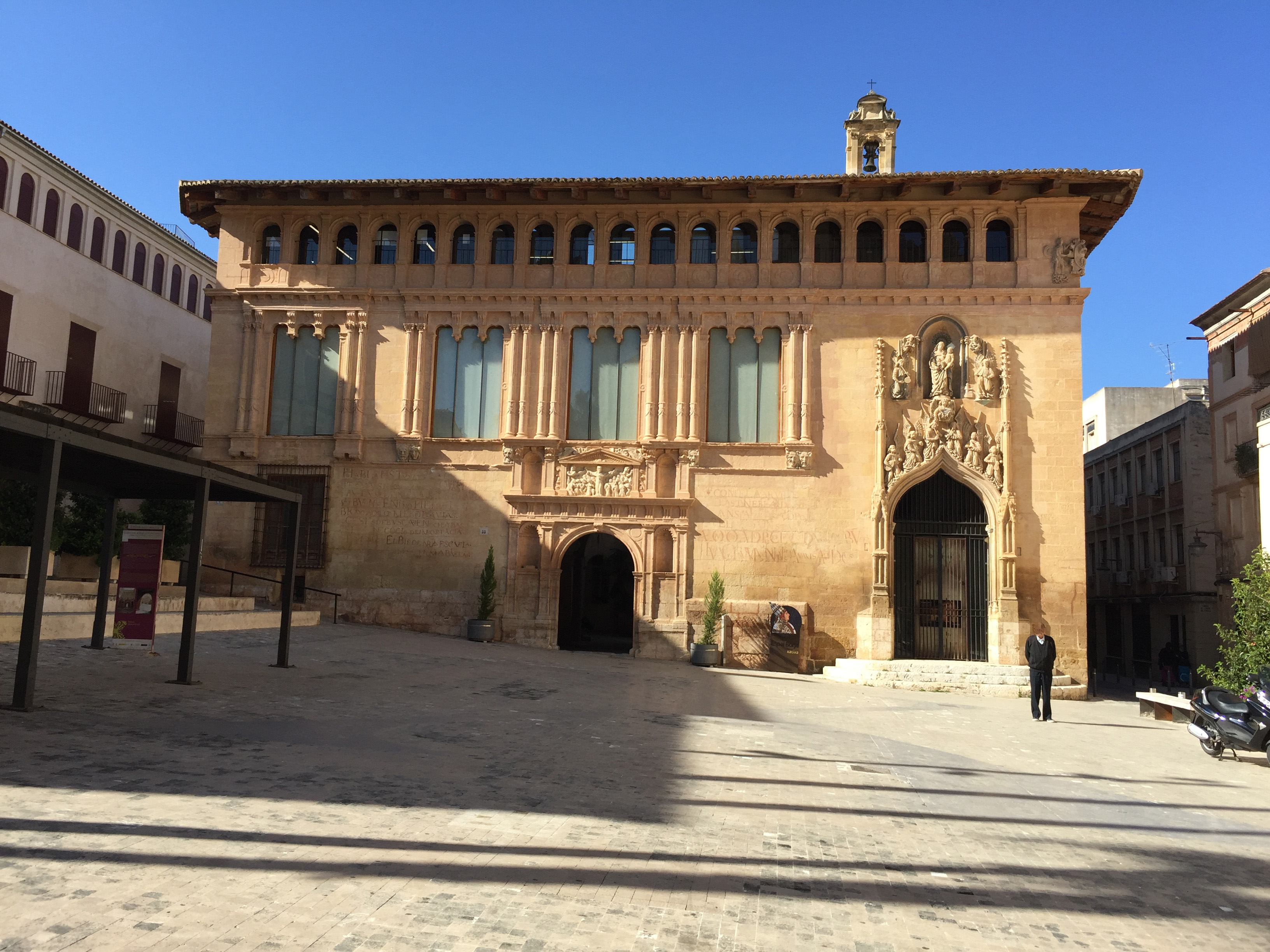
Hôpital Royal de Xàtiva (XVe siècle)

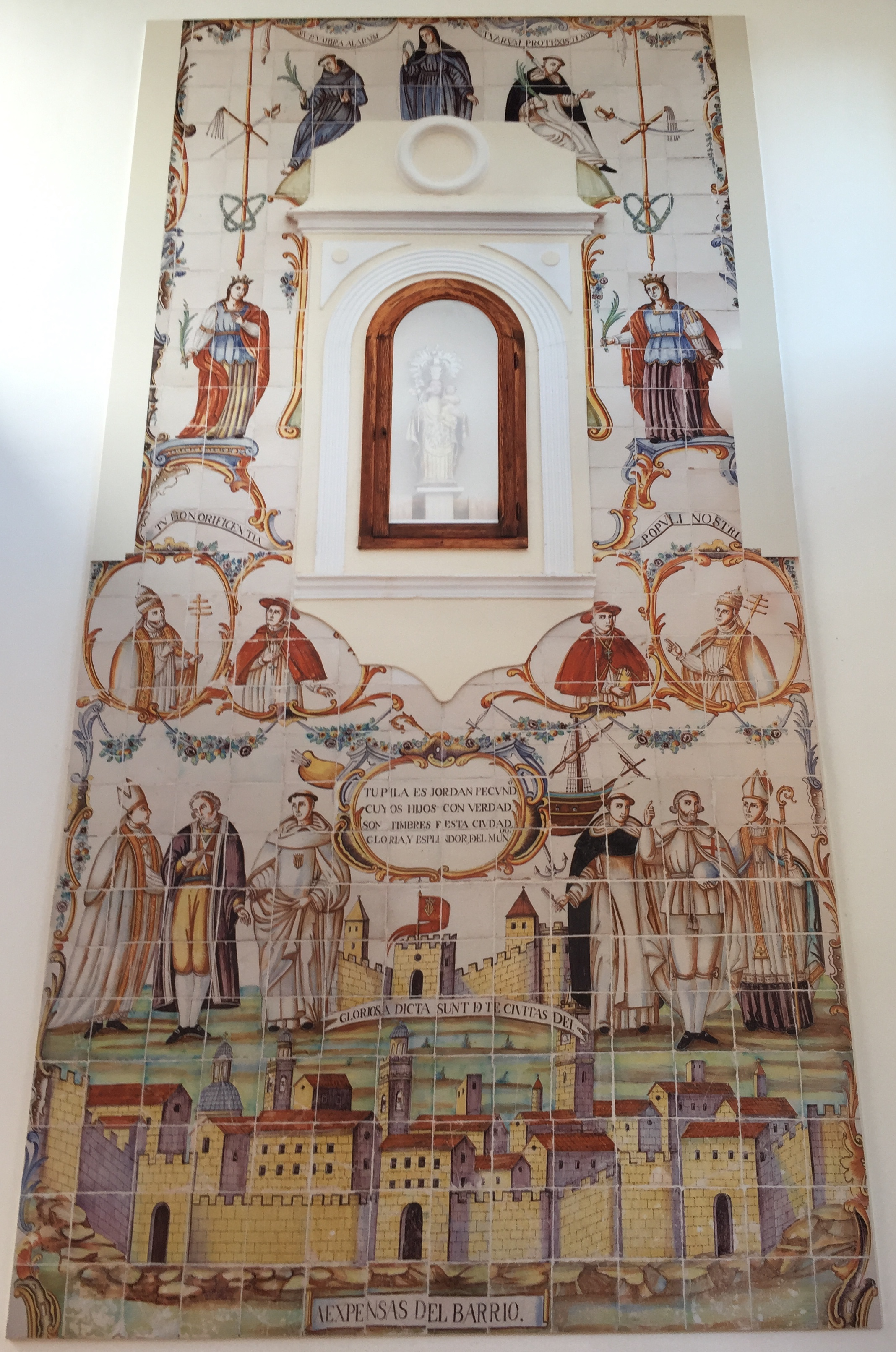
Retable d'azulejos à la gloire de la ville. Musée de la Seu (XVIIIe siècle)

Parmi les principaux monuments de Xàtiva on peut citer :
- La Collégiale Sainte-Marie de Xàtiva ou Seu. La cathédrale constituée de trois nefs, transept, a commencé à être construite au XIVe siècle. Le musée de la cathédrale (Museu Colegial) expose des pièces de grande valeur, notamment des retables du maître de Xàtiva, des tableaux de Jacomart, Joan Reixach, etc.
- Le musée de l'Almodí : à l'époque arabe, l'almudín était le lieu destiné à l'entreposage et à la vente du blé. Il a été agrandi dans la première moitié du XVIe siècle, en style gothique tardif. Reconverti en musée municipal, il recèle de nombreuses œuvres de valeur : tableaux de José de Ribera, Luca Giordano, Carducho, Palomino, Juan Bautista Mazo, Gaspar Requena, José Garcia Hidalgo, de l'école de Teniers, Pieter Brueghel le Jeune, Rembrandt, Murillo y Diego Vélasquez, et le fameux portrait de Philippe V par Josep Amoros (exposé tête en bas en représailles contre ce roi sanguinaire), ainsi qu'une collection de tuiles en céramique peinte[19].
- La forteresse ou château, d'origine ibère et romaine ; cependant la majeure partie des murs et torreones qui sont conservés, sont de technique islamique ou de style gothique. C'était la prison d'État des rois d'Aragon. Son sommet offre un panorama de toute la région alentour : au nord, la cité et la plaine du fleuve Júcar, au sud, les terres non irriguées et les montagnes Grossa, Mariola et Benicadell, à l'ouest, la Castille, tandis qu'à l'est on devine la mer Méditerranée.
- L’Hôpital Royal, situé en face de la cathédrale, institution fondée par un particulier au début du XVe siècle et placée sous l'administration de la Confrérie de la Vierge. Sa partie la plus ancienne est la chapelle, construite au milieu du XVe siècle, dont la façade aux arcs en accolade ornés de pinacles, de pignons et d'un chœur d'anges musiciens qui entourent la Vierge, est une pure merveille de la Renaissance. L'intérieur, gravement affecté par l'incendie de 1707, a été reconstruit au milieu du XVIIIe siècle[20].
- La maison natale d'Alexandre VI.
- L'ermitage de Sainte Anne.
- Le site archéologique néandertalien : La Cova Negra.
- Des couvents, palais et maisons nobiliaires des XVIIe et XVIIIe siècles.

## Démographie
| 15.747 | 14.099 | 12.600 | 12.737 | 14.148 | 15.087 | 18.263 | 18.092 | 19.896 | 21.578 | 23.755 | 24.586 | 25.478 | 28.474 |

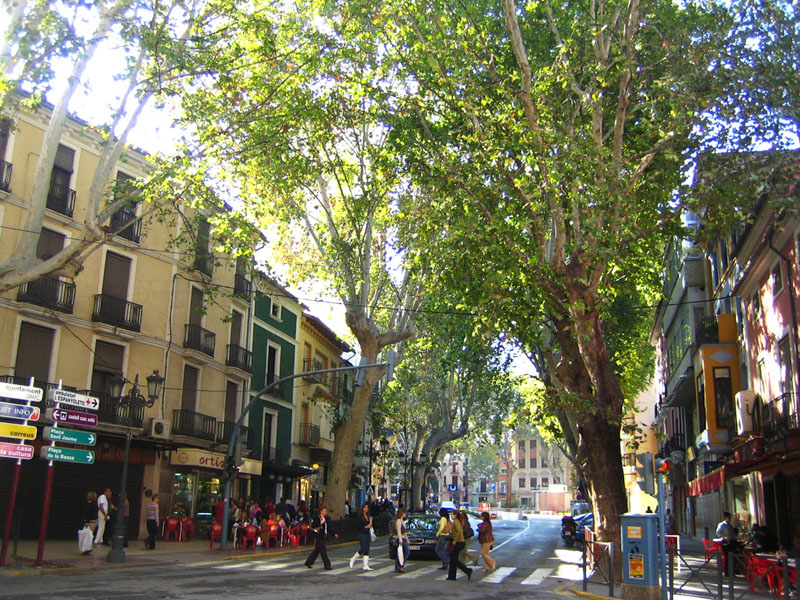
Lalbereda de Jacques Ier d'Aragon à Xàtiva

Entre le recensement de 1887 et le précédent, Xàtiva connut une augmentation de sa population en intégrant l'ancienne commune d'Anahuir.

## Administration
Liste des maires, depuis la transition démocratique.
| Législature | Nom du Maire                 | Parti politique |
| ----------- | ---------------------------- | --------------- |
| 1979-1983   | Manuel Casesnoves Soldevilla | PSPV-PSOE       |
| 1983-1987   | Josep Miquel Calabuig Adriá  | PSPV-PSOE       |
| 1987-1991   | Josep Miquel Calabuig Adriá  | PSPV-PSOE       |
| 1991-1995   | Josep Miquel Calabuig Adriá  | PSPV-PSOE       |
| 1995-1999   | Alfonso Rus Terol            | PP              |
| 1999-2003   | Alfonso Rus Terol            | PP              |
| 2003-2007   | Alfonso Rus Terol            | PP              |
| 2007-2011   | Alfonso Rus Terol            | PP              |
| 2011-2015   | Alfonso Rus Terol            | PP              |
| 2015-       | Roger Cerdà i Boluda         | PSPV-PSOE       |

## Gastronomie et fêtes traditionnelles
Ses plats traditionnels sont le arròs al forn (riz au four), l'arnadí (dessert à base de courge, de patate douce et d'amande) et l'almoixàvena (d'origine arabe).
Depuis 1250 et par privilège royal conféré par Jacques Ier d'Aragon, on y célèbre du 15 au 20 août une importante feria (la fira d'agost). C'était à l'origine une foire au bétail. Depuis la fin du XXe siècle, elle combine les activités d'une fête foraine et celles d'un grand marché. Elle est l'occasion de célébrations traditionnelles variées.
La Semaine sainte y est célébrée avec une intense ferveur.

## Personnalités liées à Xàtiva
- Guillem-Manuel de Rocafull, gouverneur de Xàtiva en 1705 ;
- Lluís Alcanyís, poète et médecin natif de Xàtiva ;
- Abû Is-hâq Ash Shâtibî, théologien musulman de l'époque d'Al-Andalus ;
- Abû 'Umar Ibn 'Abd Il Barr, théologien musulman de l'époque d'Al-Andalus ;
- Artur Heras, peintre et un dessinateur ;
- Francisco de Paula Martí, inventeur de la sténographie et de la plume de stylographe ;
- Bruno Lomas, chanteur populaire né à Xàtiva, pionnier du rock 'n' roll en Espagne ;
- Luis de Milán, compositeur, et vihueliste ;
- Rafael Minvielle, écrivain et enseignant actif en Argentine et au Chili ;
- Raimon, auteur-compositeur-interprète catalanophone ;
- Bernardino de Ribera, compositeur de musique de la Renaissance ;
- José de Ribera, « El Españoleto », peintre de l'époque baroque ;
- Alfons Rus, maire de Xàtiva (1995-2015) ;
- Feliu Ventura, chanteur.

### Les Borja
Les Borgia (Borja en valencien), famille des papes Calixte III et Alexandre VI, sont originaires de Xàtiva (où leur famille s'établit au XIIIe siècle lors de la Reconquista) et Gandia, où ils avaient leurs palais. Parmi eux :
- Saint François Borgia (Sant Francesc Borja en valencien), saint jésuite de l'Église catholique romaine ;
- Rodrigo de Borja, né Roderic Llançol i de Borja le 1er janvier 1431 à Xàtiva, devenu le pape Alexandre VI.